# Vista Chino

Ehemaliges Bandlogo bis 2012

Vista Chino, zuvor bekannt als Kyuss Lives!, ist eine 2010 von John Garcia ins Leben gerufene Stoner-Rock-Band, bestehend aus zwei weiteren ehemaligen Kyuss-Mitgliedern und einem Gitarristen. 2013 veröffentlichte die Band ihr erstes Studioalbum.

## Bandgeschichte
Anfang 2010 kündigte Ex-Kyuss-Sänger John Garcia an, unter dem Namen Garcia Plays Kyuss mit Bruno Fevery (Gitarre), Jacques de Haard (Bass) und Rob Snijders (Schlagzeug) den Kyuss-Mythos live aufleben zu lassen. Während dieser ausschließlich in Europa stattfindenden Tour traf das Quartett auf dem französischen Hellfest-Festival auf die ebenfalls dort auftretenden Ex-Kyuss-Mitglieder Nick Oliveri und Brant Bjork, die sich sofort bereit erklärten, für einige Lieder mitzuspielen. Die ohnehin schon positiven Reaktionen auf das Live-Projekt waren in dieser Konstellation noch höher, so dass man sich einigte, in dieser Formation auf Tour zu gehen. 2011 tourte die Band durch Europa und Australien. Des Weiteren plant die Band nach der gemeinsamen Tour und dem Abschluss ihrer jeweiligen Soloprojekte ein neues Studioalbum aufzunehmen.
Ende Juli 2011 wurde bekannt, dass Nick Oliveri nach einigen Schwierigkeiten mit der Staatsanwaltschaft vorerst für außerhalb der USA stattfindende Auftritte durch den zweiten ehemaligen Kyuss-Bassisten Scott Reeder ersetzt werden würde. Im März 2012 wurde berichtet, dass Ex-Gitarrist Josh Homme und der zweite ehemalige Kyuss-Bassist Scott Reeder Klage gegen Kyuss Lives! eingereicht hatten. Die Band wurde darin der Markenverletzung und Verbrauchertäuschung beschuldigt. Angesichts bevorstehender Klagen sowohl gegen die Band als auch gegen sich selbst entschloss sich Oliveri im März 2012, die Band zu verlassen. Im November 2012 wurde bekannt, dass sich Kyuss Lives!, zu denen nun auch wieder Oliveri gehörte, in Vista Chino umbenannten, um weitere Streitigkeiten mit Reeder und Homme zu vermeiden.
Am 30. August 2013 veröffentlichte die Band das Album Peace. Die Band stellte vorab zwei Lieder namens Barcelonian und Dargona Dragona ins Internet.
Auf dem Album spielten Nick Olivieri und Mike Dean von Corrosion of Conformity Bass, Letzterer war zudem mit der Band auf Tour.

## Diskografie
- 2013: Dargona Dragona (Single)
- 2013: Peace (Album)